# Hiển linh

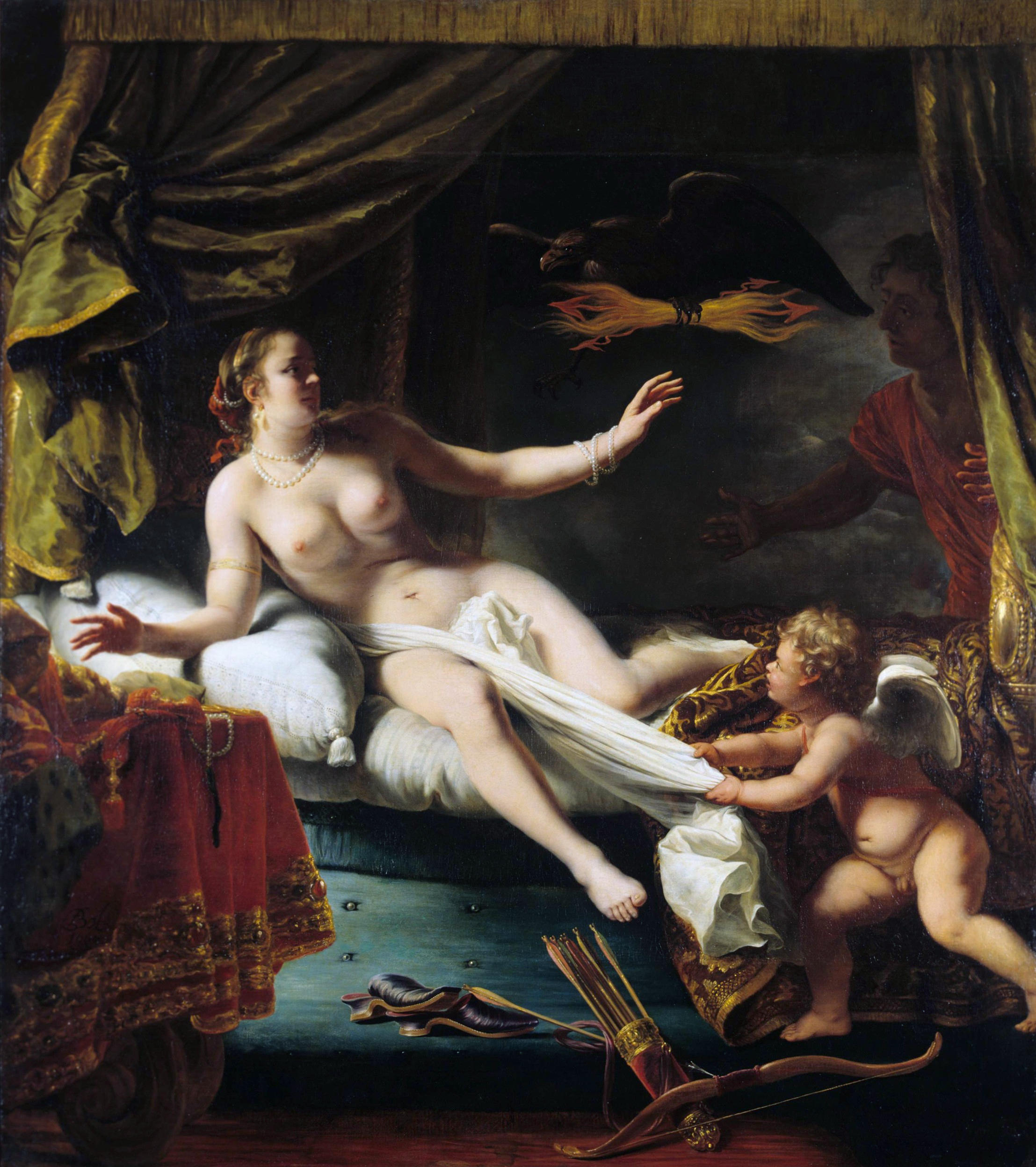
Một vị thần hắc điêu đang hiển linh

Hiển linh (tiếng Anh: Theophany; tiếng Hy Lạp: θεοφάνεια, có nghĩa là: "thần hiển hiện" hay là "sự xuất hiện của một vị thần") là một cuộc diện kiến huyền bí với một vị thần biểu hiện dưới hình thức hiển lộ hữu hình và có thể quan sát thấy được. Sự hiển linh thường bị nhầm lẫn với các kiểu tao ngộ khác với một vị thần thánh, nhưng những tương tác này không được coi là thần hiển hiện ra trừ khi vị thần tự hiển lộ dưới dạng hữu hình. Theo truyền thống, thuật ngữ "thần hiển hiện" hay "thánh hiện ra" được sử dụng để chỉ sự xuất hiện của các vị thần trong các tôn giáo Hy Lạp cổ đại và vùng Cận Đông. Trong khi sử thi Iliad là nguồn mô tả sớm nhất về một vị thần hiện ra trong thời cổ đại cổ điển, thì mô tả đầu tiên trong lịch sử lại xuất hiện trong sử thi Gilgamesh.

## Các tôn giáo

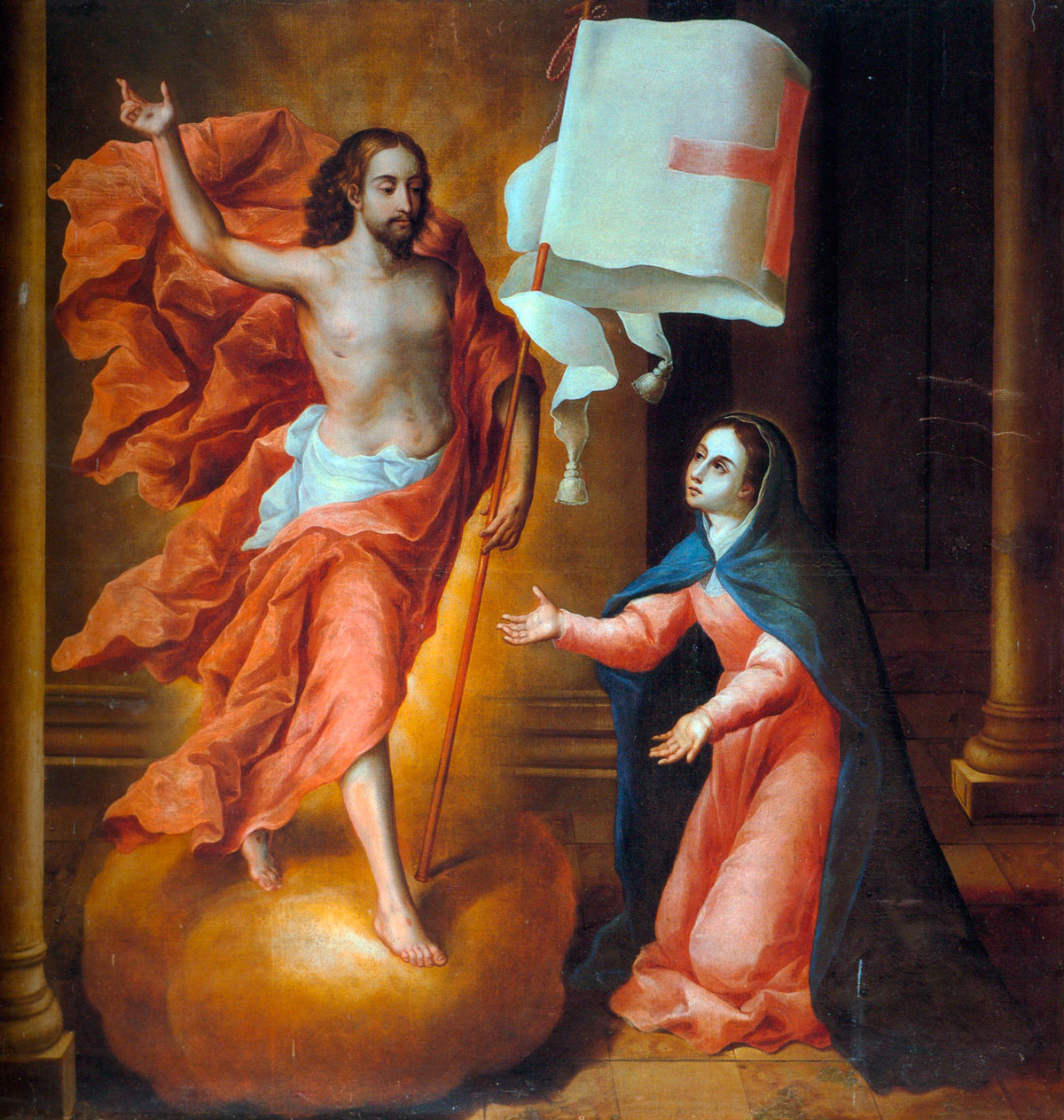
Họa phẩm về Chúa Jesus đang hiển linh

Người theo đạo Thiên Chúa thường công nhận các lần hiện ra của Chúa trong Cựu Ước giống như người Do Thái. Ngoài ra, có ít nhất hai sự kiện được coi là hiện tượng Chúa Thánh Linh hiện lộ được đề cập trong Tân Ước, đó là lễ rửa tội của Chúa Jesus và lễ biến hình của Chúa Jesus (Lễ Hiển Linh tượng trưng cho hiện tượng thần hiện). Trong khi một số Giáo hội Chính thống giáo Đông phương gọi lễ rửa tội của Chúa Jesus dưới tay Gioan Tẩy giả là "hiển linh". Một số nhà thần học không khuyến khích việc sử dụng như vậy, lập luận rằng toàn bộ cuộc đời của Chúa Jesus phải được xem như một sự hiển linh trường diễn. Phân tích truyền thống các đoạn Kinh thánh đã trích dẫn các học giả Cơ Đốc giáo đến việc hiểu rằng "hiển linh" là sự biểu thị rõ ràng của Chúa đối với con người.
Trong Ấn Độ giáo thì sự hiển linh nổi tiếng nhất nằm trong Bhagavad Gita, một chương của sử thi lớn hơn Mahabharata. Trên chiến trường Kurukshetra, thần Krishna đã ban cho chiến binh nổi tiếng Arjuna một loạt các lời dạy dỗ. Arjuna cầu xin Krishna hiển lộ "hình dạng vũ trụ" của mình. Krishna đồng ý và ban cho Arjuna khả năng thấu thị nhãn thông tâm linh, cho phép chàng nhìn thấy Krishna trong hình dạng vũ trụ huyền bí. Một số lần hiển linh khác được mô tả trong Mahabharata. Thoạt đầu, thần sét Indra xuất hiện trước Kunti, sau đó là sự ra đời của người anh hùng Arjuna. Gần cuối sử thi, vị thần Yama đã biến thành một con chó để thử thách lòng trắc ẩn của Yudhishthira. Mặc dù Yudhishthira được chỉ bảo rằng ông không thể vào thiên đình với một con vật như vậy, ông vẫn không chịu bỏ rơi người bạn đồng hành của mình, sự việc này khiến Dharma khen ngợi ông.